# Dreifaltigkeitskathedrale (Paris)

Dreifaltigkeitskathedrale

Die Dreifaltigkeitskathedrale in Paris (französisch Cathédrale de la Sainte-Trinité) ist eine russisch-orthodoxe Kirche in der französischen Hauptstadt Paris. Die Kathedrale gehört der Diözese von Chersones des Patriarchats von Moskau und der ganzen Rus. Sie wurde 2016 fertiggestellt.

## Lage

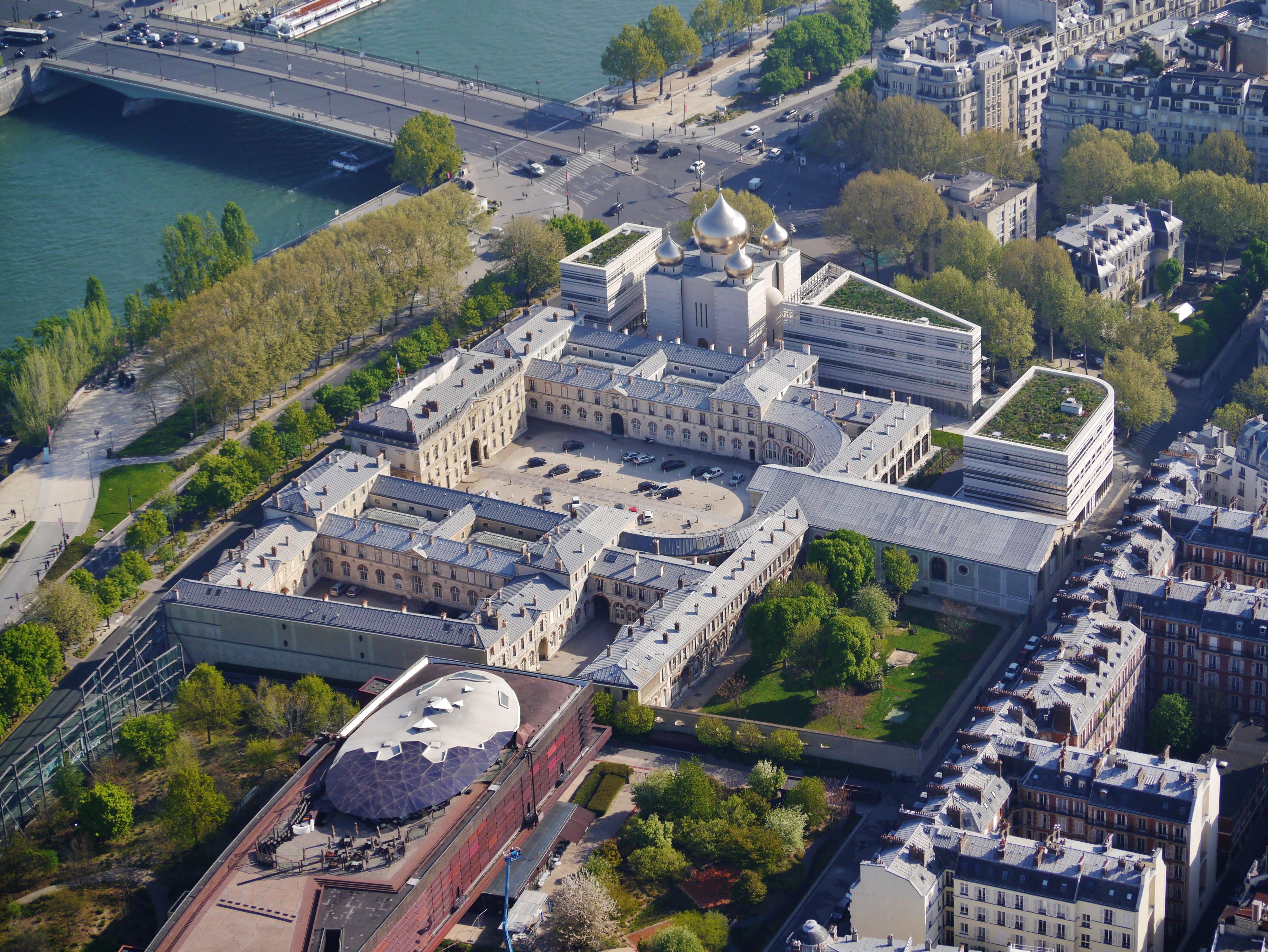
Blick von der 3. Etage des Eiffelturms auf die Kathedrale (2017)

Die Kirche ist Teil eines aus insgesamt vier Gebäuden bestehenden Komplexes, des Centre spirituel et culturel orthodoxe russe (CSCOR, deutsch Russisch-orthodoxes spirituelles und kulturelles Zentrum). Er liegt auf einem über 4000 m² großen Grundstück an exponierter Stelle im Herzen der Stadt, unmittelbar an der Seine an deren linkem Ufer, im 7. Arrondissement. Der Eiffelturm liegt in der Nähe, etwa 600 m weiter südwestlich. Im Norden wird das CSCOR von der Uferstraße Quai Branly begrenzt, im Osten von der Place de la Résistance und der Avenue Rapp und im Süden von der Rue de l’Université. Im Westen grenzt der Komplex an das Palais de l’Alma. Flussseitig befindet sich die Seinebrücke Pont de l’Alma direkt gegenüber dem CSCOR und der Kathedrale.

## Geschichte

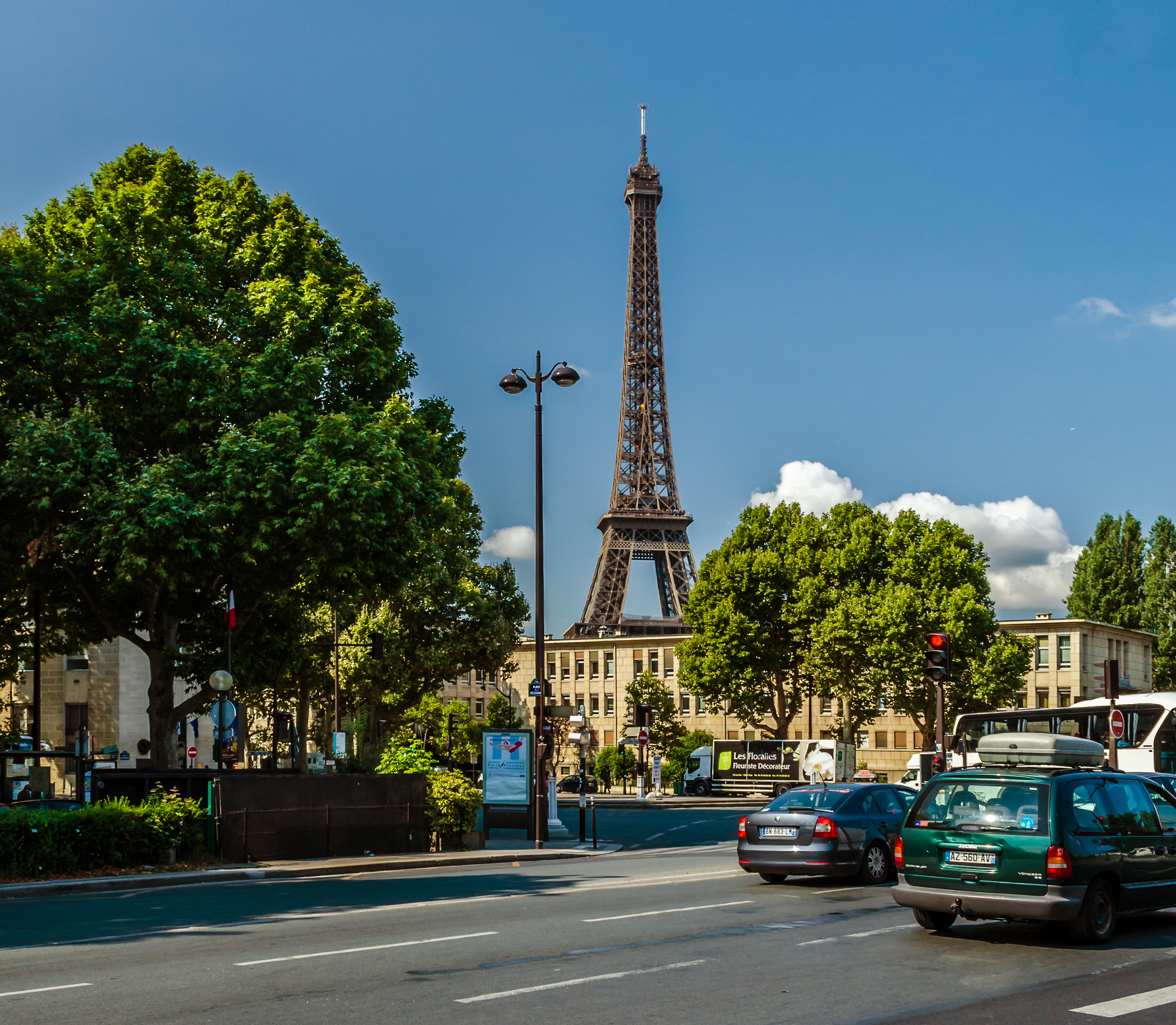
Sitz von Météo-France an der Stelle der heutigen Kathedrale, kurz vor dem Abriss (2013), im Hintergrund der Eiffelturm

Blick vom Quai Branly auf das in Bau befindliche Gebäude, im Vordergrund das Palais de l’Alma (2016)

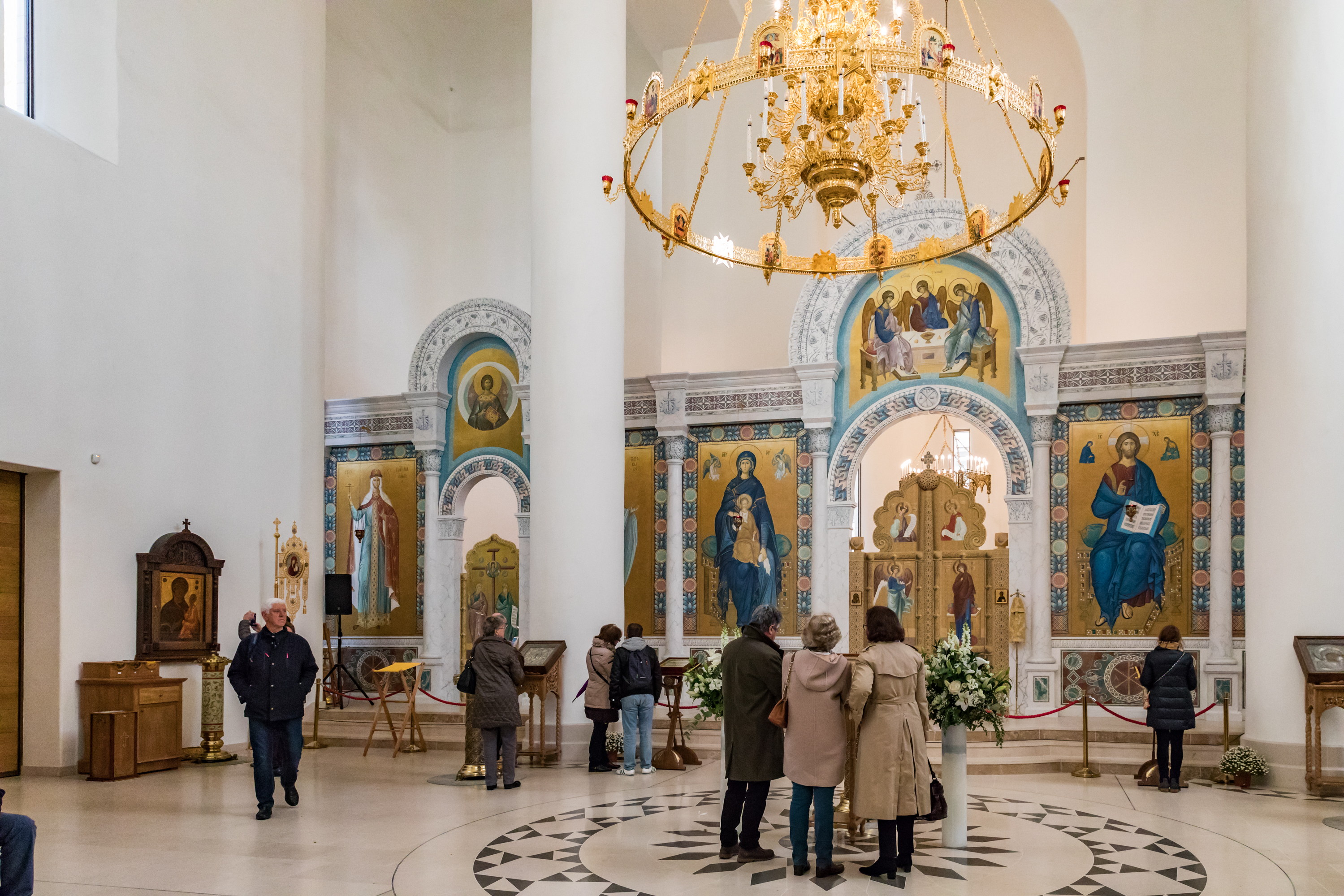
Das Innere der Kirche (November 2017)

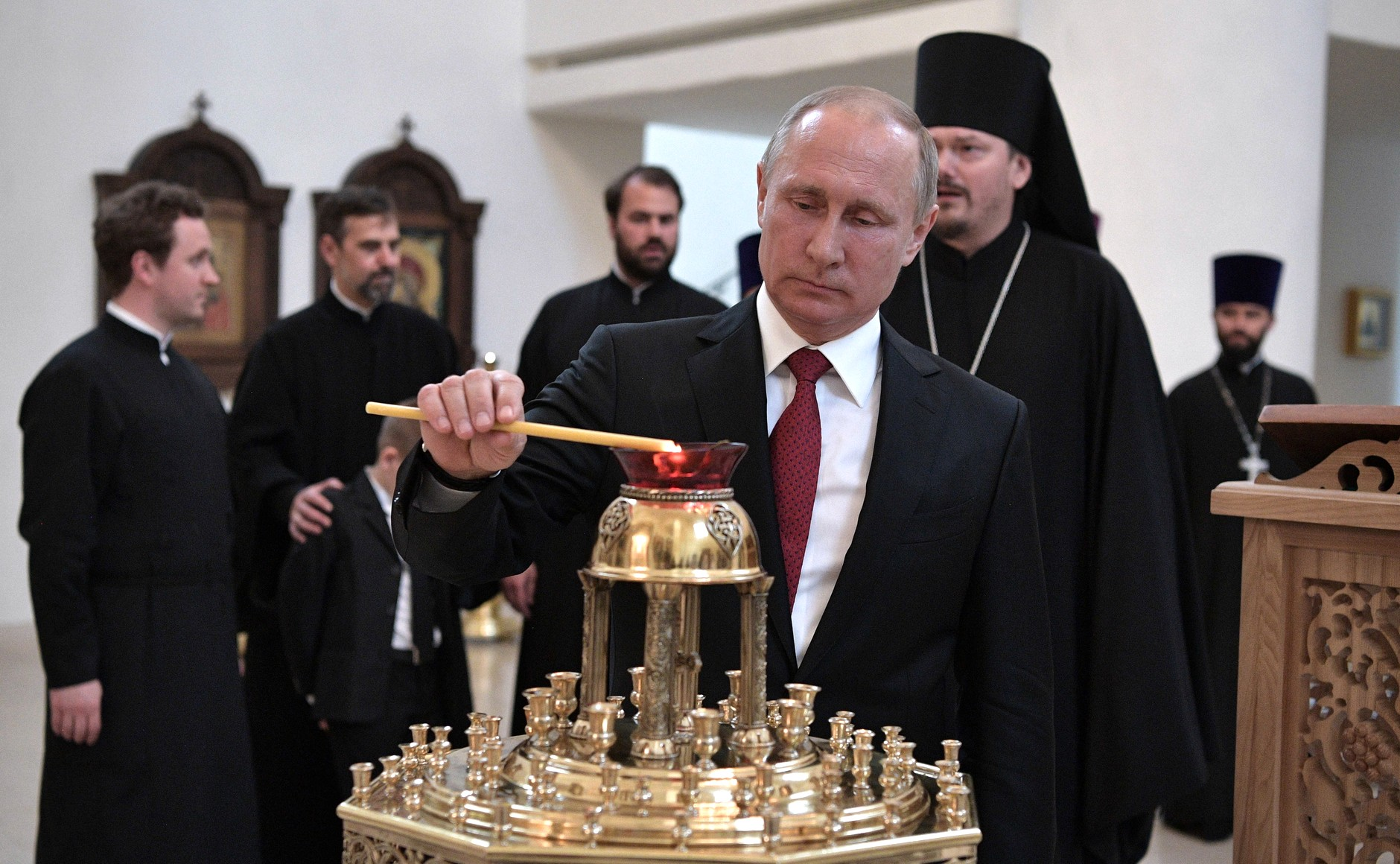
Besuch Wladimir Putins (29. Mai 2017)

Auf dem Grundstück des heutigen CSCOR hatte bis in das Jahr 2010 der französische Wetterdienst Météo-France seinen Hauptsitz in Dienstgebäuden, die Ende der 1940er Jahre errichtet worden waren.
Im Jahr 2009 bot der französische Staat unter Staatspräsident Nicolas Sarkozy das Grundstück zum Kauf an. Unter den Kaufinteressenten befanden sich der russische Staat, aber auch China, Saudi-Arabien und Kanada. Letztlich bekam Russland den Zuschlag und kaufte das Grundstück 2010. Der offiziell bekanntgegebene Preis betrug 70 Millionen Euro. Sarkozy hatte sich in dem Verkauf für Russland eingesetzt, nachdem er bereits 2007 dem Patriarchen von Moskau in Paris versprochen hatte, den Bau einer neuen Kirche zu ermöglichen.
In dem Architekturwettbewerb für das Projekt favorisierte die russische Seite zunächst den Entwurf des spanischen Architekten mit russischen Wurzeln Manuel Núñez Yanowsky. Dieser missfiel jedoch insbesondere dem damaligen Pariser Bürgermeister Bertrand Delanoë (PS), der die massive Zurschaustellung von Religiosität als dem Ort unangemessen ansah. Nachdem 2012 Nicolas Sarkozy von François Hollande als Staatspräsident abgelöst worden war, wurde schließlich der Entwurf des französischen Architekten Jean-Michel Wilmotte zur Verwirklichung ausgewählt.
Im Jahr 2013 begannen die Bauarbeiten. Die Baukosten in Höhe von 100 Millionen Euro übernahm wiederum der russische Staat. Zur Einweihung hatte der russische Staatspräsident Wladimir Putin vorgesehen, nach Paris zu reisen. Aufgrund von Spannungen zwischen Russland und Frankreich unter Präsident François Hollande wegen des russischen Engagements im Bürgerkrieg in Syrien und des Kriegs in der Ukraine kam es aber nicht zu diesem Besuch.
Die Einweihung fand in diesem Kontext am 18. Oktober 2016 ohne die Teilnahme französischer Regierungsmitglieder statt. Zugegen waren die Pariser Bürgermeisterin Anne Hidalgo, die ehemalige Justizministerin unter Nicolas Sarkozy und Bürgermeisterin des 7. Arrondissements, Rachida Dati, sowie die Politiker Jean-Pierre Chevènement und Gilbert Collard. Ebenfalls anwesend war der Kulturschaffende und ehemalige Kulturminister Sarkozys, Frédéric Mitterrand. Er hatte in seinem 2013 erschienenen Buch La Récréation über seine Zeit als Minister auch über das Zustandekommen des Projekts geschrieben und es in Anspielung auf den russischen Machthaber scherzhaft Sankt Wladimir genannt, eine Bezeichnung, die später auch in den Medien aufgenommen wurde. Auf russischer Seite war als höchstrangiger Besucher der Kulturminister Wladimir Medinski angereist.
Noch vor der Einweihung hatten enteignete Aktionäre des früheren russischen Petro-Konzerns Yukos im Schiedsverfahren in Den Haag ein Urteil zur Entschädigung durch den russischen Staat in Höhe von 50 Milliarden US-Dollar erwirkt. Sie versuchten 2015, das Pariser Grundstück enteignen zu lassen. Die französische Justiz entschied jedoch gegen die Kläger.
Die Kirchweihe fand am 3. Dezember 2016 durch den Moskauer Patriarchen Kyrill I. statt. Zu den kirchlichen Würdenträgern verschiedener Konfessionen unter den Teilnehmern zählten unter anderem Kurienkardinal Kurt Koch und der Apostolische Nuntius in Frankreich, Luigi Ventura. Auch der Vertreter des mit dem Moskauer Patriarchat konkurrierenden Ökumenischen Patriarchats von Konstantinopel, Johannes von Charioupolis, Erzbischof (Exarch) des Exarchats der orthodoxen Gemeinden russischer Tradition in Westeuropa, war zugegen. Insgesamt nahmen 12 Bischöfe an der Zeremonie teil. Zu den weltlichen Gästen zählten Anne Hidalgo, Bürgermeisterin von Paris, Swetlana Medwedewa, Gattin des russischen Ministerpräsidenten, der Theaterregisseur Robert Hossein und die Sängerin Mireille Mathieu.
Wladimir Putin besuchte schließlich die Kathedrale anlässlich eines Besuchs bei dem neugewählten Staatspräsidenten Emmanuel Macron Ende Mai 2017 zum ersten Mal.

## Baubeschreibung
Die Kathedrale ist ein hoher Bau aus hellem Stein mit waagerechter Strukturierung. Der Gebäudegrundriss ist annähernd quadratisch. Sie hat nur einige wenige Fensterschlitze. Gemäß altrussischer Tradition hat sie fünf vergoldete Zwiebeltürme, von denen der größte im Zentrum Jesus Christus symbolisiert und die vier kleineren die Evangelisten des Neuen Testaments.
Die Grundfläche der Kathedrale beträgt lediglich 450 m² bei einer Innenhöhe unter der Kuppel von 36 m. Bei der Kirchweihe war die Ikonostase noch provisorisch, sie sollte später durch eine dauerhafte Struktur aus Marmor ersetzt werden. Auch waren die Innenwände noch weiß und harrten der Ausschmückung mit Fresken und Mosaiken.[veraltet]

## Nutzung
Neben der Nutzung der Kirche für die Diözese von Korsun des Patriarchats von Moskau beherbergen die Nebengebäude des CSCOR unter anderem eine russisch-französische Grundschule, ein Kulturzentrum und die Kulturabteilung der russischen Botschaft. Aus diesem Grund genießt der Gebäudekomplex exterritorialen Status. Dieser Umstand sorgte im Vorfeld bei den französischen Geheimdiensten für Besorgnis, weil sich im unmittelbar angrenzenden Palais de l’Alma Dienststellen des Präsidialamts sowie Dienstwohnungen von Ministern und Präsidentenberatern befinden, die vom CSCOR-Gelände aus abgehört werden könnten.
Die Dreifaltigkeitskathedrale ist die zweite russische Kathedrale in Paris neben der 1859–1861 erbauten Alexander-Newski-Kathedrale des Exarchats der orthodoxen Gemeinden russischer Tradition in Westeuropa, das seit 1931 dem Ökumenischen Patriarchat von Konstantinopel untersteht. Die Dreifaltigkeitskathedrale ersetzte die seit 1931 von den Gläubigen des Moskauer Patriarchats genutzte Église des Trois-Saints-Docteurs, zunächst nur eine umfunktionierte Garage, später ein Stockwerk eines Wohngebäudes im 15. Arrondissement der Stadt. Sie war in den Jahrzehnten seit dem Ende der Sowjetunion zu eng geworden.